# Stephano Musomba
Stephano Lameck Musomba OSA (* 25. September 1969 in Malonji, Region Mbeya) ist ein tansanischer römisch-katholischer Ordensgeistlicher und ernannter Bischof von Bagamoyo.

## Leben
Stephano Musomba studierte von 1995 bis 1998 Philosophie und von 1999 bis 2003 Katholische Theologie am Jordan University College in Morogoro. Er trat der Ordensgemeinschaft der Augustiner bei und absolvierte von 1998 bis 1999 das Noviziat im Konvent San Agustín in Manila. Musomba legte am 25. September 2002 die feierliche Profess ab und empfing am 24. Juli 2003 das Sakrament der Priesterweihe.
Musomba war zunächst als Pfarrvikar der Pfarrei Immaculate Conception in Mavurunza tätig. 2004 wurde Stephano Musomba für weiterführende Studien nach Rom entsandt, wo er 2008 am Päpstlichen Patristischen Institut Augustinianum ein Lizenziat im Fach Patrologie erwarb. Nach der Rückkehr in seine Heimat wirkte er am Ausbildungshaus der Augustiner in Morogoro und lehrte am Jordan University College, bevor er 2009 Pfarrer der Pfarrei St. Augustine in Temboni wurde. Von 2014 bis 2016 war Stephano Musomba Pfarrvikar der Pfarrei Immaculate Conception in Daressalam. Danach war er erneut als Ausbilder am Ausbildungshaus seiner Ordensgemeinschaft in Morogoro tätig. Ab 2018 war Musomba Pfarrer der Pfarrei Immaculate Conception in Mavurunza und Prior der Augustiner-Kommunität St. Monica.
Am 7. Juli 2021 ernannte ihn Papst Franziskus zum Titularbischof von Perdices und zum Weihbischof in Daressalam. Der Erzbischof von Daressalam, Jude Thadaeus Ruwa’ichi OFMCap, spendete ihm und Henry Mchamungu am 21. September desselben Jahres auf dem Gelände des Msimbazi Center in Daressalam die Bischofsweihe; Mitkonsekratoren waren der Bischof von Ifakara, Salutaris Melchior Libena, und der Bischof von Sansibar, Augustine Ndeliakyama Shao CSSp.
Papst Franziskus bestellte ihn am 7. März 2025 zum ersten Bischof des mit selbem Datum errichteten Bistums Bagamoyo.